# ツール・ド・フランス1981
| 第68回 ツール・ド・フランス 1981 | 第68回 ツール・ド・フランス 1981     |
| -------------------------------- | ------------------------------------ |
| 全行程                           | 22区間, 3756 km                      |
| 総合優勝                         | ベルナール・イノー 96時間19分38秒    |
| 2位                              | ルシアン・バンインプ +14分34秒       |
| 3位                              | ロベール・アルバン +17分04秒         |
| 4位                              | ヨープ・ズートメルク +18分21秒       |
| 5位                              | ペーター・ウィネン +20分26秒         |
| ポイント賞                       | フレディ・マルテンス 428ポイント     |
| 2位                              | ウィリアム・タッカート 222ポイント   |
| 3位                              | ベルナール・イノー 184ポイント       |
| 山岳賞                           | ルシアン・バンインプ 284ポイント     |
| 2位                              | ベルナール・イノー 222ポイント       |
| 3位                              | ジャンレネ・ベルノードー 168ポイント |

ツール・ド・フランス1981は、ツール・ド・フランスとしては68回目の大会。1981年6月25日から7月19日まで、全22ステージで行われた。

## みどころ
昨年、無念のリタイアを余儀なくされたベルナール・イノーだが、その後、地元フランスで行われた世界自転車選手権を制し、当年に入っても、フランス人として25年ぶりにパリ〜ルーベを制するなど、ワンデーレースでの活躍ぶりが目立っていた。当年の目標はもちろんマイヨ・ジョーヌ奪回。
対して、前年悲願のツール総合優勝を果たしたヨープ・ズートメルク、ルシアン・バンインプのベテラン勢が挑むが、若手勢の活躍も期待された。

## 今大会の概要
プロローグを制し、一旦マイヨ・ジョーヌから離れるも、第6ステージの個人タイムトライアルを制したイノーがマイヨを奪回。しかし23歳のフィル・アンダーソンが頑張って、第13ステージまでイノーに57秒差で続く総合2位。そして今大会は第14ステージまでは平坦区間ということもあってか、フレディ・マルテンスがことごとく区間優勝をさらい、ここまで5勝する。
しかしピレネーステージを翌日に控えた第14ステージの個人タイムトライアルで、イノーはアンダーソンに2分1秒の差をつけ区間制覇。総合でもアンダーソンに2分58秒の差をつける。
第16ステージからはアルプスステージに入る。ここから4連続山岳ステージとなり、今大会の最大のヤマ場を迎えた。第16ステージ。イノーは苦しみながらも、ズートメルクやバンインプらとともに4位集団でゴールしたのに対し、アンダーソンはこの区間だけでイノーに4分41秒の差をつけられ、総合2位はキープするも、イノーに7分39秒差をつけられる。そして、バンインプが9分38秒差の総合3位、ズートメルクが10分43秒差の同5位に浮上してきた。
第17ステージのラルプ・デュエズ。イノーは区間優勝のペーター・ウィネンに8秒差の区間2位、イノーにほぼ並んでバンインプが区間3位に入るが、ズートメルクはイノーに遅れること1分53秒差をつけられ、総合でもイノーに12分36秒差となったことから、連覇は厳しくなった。また、アンダーソンはこの区間でイノーに遅れること16分58秒。区間44位と惨敗し、完全に圏外へと去った。
そして第18ステージ。イノーはバンインプに対して2分33秒の差をつけ堂々の区間制覇。総合でもバンインプに12分12秒差をつけ、今大会はほぼここで決着がついた形となった。
イノーは第20ステージの個人タイムトライアルも制し、今大会はなんと個人タイムトライアル全勝。3度目の総合優勝に華を添えた。また最終ステージはマルテンスが制し、今大会6勝を挙げた。

## 総合成績
| 順位 | 選手名                   | 国籍           | チーム         | 時間        |
| ---- | ------------------------ | -------------- | -------------- | ----------- |
| 1    | ベルナール・イノー       | フランス       | ルノー・ジタン | 96h 19' 38" |
| 2    | ルシアン・バンインプ     | ベルギー       |                | 14' 34"     |
| 3    | ロベール・アルバン       | フランス       |                | 17' 04"     |
| 4    | ヨープ・ズートメルク     | オランダ       |                | 18' 21"     |
| 5    | ペーター・ウィネン       | オランダ       |                | 20' 26"     |
| 6    | ジャンルネ・ベルノードー | フランス       |                | 23' 02"     |
| 7    | ヨハン・デミュインク     | ベルギー       |                | 24' 25"     |
| 8    | スヴァ＝アケ・ニルソン   | スウェーデン   |                | 24' 37"     |
| 9    | クロード・クリケリオン   | ベルギー       |                | 26' 18"     |
| 10   | フィル・アンダーソン     | オーストラリア |                | 27' 00"     |

### マイヨ・ジョーヌ保持者
| 選手名               | 国籍           | 首位区間                 |
| -------------------- | -------------- | ------------------------ |
| ベルナール・イノー   | フランス       | プロローグ-第1、第7-最終 |
| ヘリー・クネットマン | オランダ       | 第2-第5                  |
| フィル・アンダーソン | オーストラリア | 第6                      |